# California State Route 1
Pour les articles homonymes, voir Route 1 et Pacific Coast Highway (métro de Los Angeles).
La California State Route 1, aussi appelée Highway 1, est une route de l'État de Californie qui suit la côte pacifique. Elle fait partie des All-American Roads.

## Présentation
En Californie du Sud, la California State Legislature désigne sous le nom de Pacific Coast Highway (PCH) le segment situé entre la U.S. Route 101 à la jonction de Santa Barbara (au sud de Buellton) et la U.S. Route 101 à Pismo Beach. Entre la U.S. Route 101 à San Luis Obispo et la U.S. Route 101 à San Francisco, la route est connue sous le nom de State Route 1 Cabrillo Highway. Enfin, entre Manzanita Junction près de Marin City et la U.S. Route 101 à Leggett, son nom est State Route 1 Shoreline Highway. Les Californiens l'appellent parfois la California Dream Road. D'autres segments disposent aussi de noms alternatifs, donnés soit par l'État, soit par les municipalités. La route fait également partie des Blue Star Memorial Highways, qui rendent hommage aux soldats américains.
La route mesure 882,87 km et a été créée en 1934. Elle fait partie du California Freeway and Expressway System et est éligible pour le State Scenic Highway System (sur quelques parties de son tracé entre San Francisco et Los Angeles). Son tracé sur le site de Big Sur est officiellement reconnu comme National Scenic Byway. Simone de Beauvoir et Jean-Paul Sartre l'ont empruntée au cours d'un voyage en Californie.

## Parcours

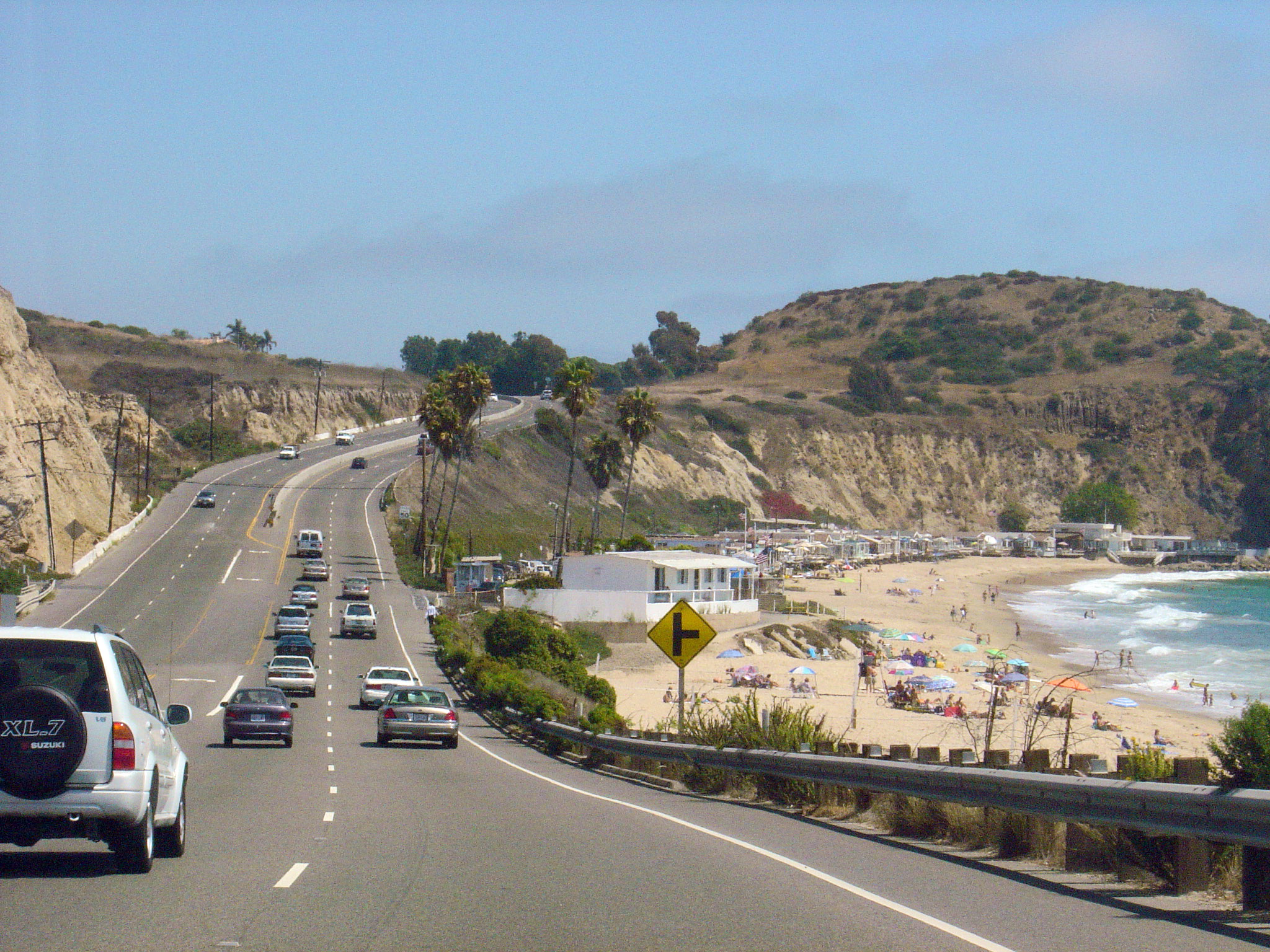
La PCH près de Laguna Beach.

La Route 1 se termine, au Sud, sur l'Interstate 5 à Capistrano Beach, juste au sud de San Juan Capistrano. Sous le nom de Pacific Coast Highway, elle traverse au nord le centre de Dana Point où, sur 1,6 km, le trafic en direction du Nord continue le long du tracé initial tandis que le trafic en direction du Sud est dévié vers la route auxiliaire Del Prado. Les deux routes se rejoignent ensuite, et la PCH continue vers le Nord en suivant le littoral, passant par Laguna Beach et le Crystal Cove State Park. A Newport Beach, elle devient Coast Highway, passe par plusieurs quartiers aisés, dont Newport Coast et Corona Del Mar, puis reprend le nom de PCH en arrivant à Huntington Beach. Après être passé par les plages d'Huntington et de Bolsa Chica, et à travers la réserve écologique de Bolsa Chica, elle suit la côte jusqu'à Seal Beach, la dernière ville du comté d'Orange.
La PCH entre alors dans le comté de Los Angeles puis dans la ville de Long Beach, suivant une direction nord-ouest jusqu'à ce qu'elle rencontre le Lakewood Boulevard (California State Route 19) et la Los Coyotes Diagonal au niveau du Long Beach Traffic Circle, un important rond-point de circulation situé à plus de 3 km de la côte. Dès lors, toujours à l'intérieur des terres, elle progresse vers l'Ouest en droite ligne, à environ 1,6 km de la frontière Sud de Signal Hill. La route conserve son nom de PCH bien qu'elle ne regagne la côte en tournant vers le Nord qu'après avoir passé la Péninsule de Palos Verdes, Lomita, Walteria et Torrance. Elle traverse ensuite Redondo Beach et Hermosa Beach, devient le Sepulveda Boulevard en entrant dans Manhattan Beach, passe par El Segundo, puis en dessous de deux pistes de l'Aéroport international de Los Angeles (le service de bus Metro Local dessert la majeure partie de cette portion de la route) ; après quoi elle tourne à l'Ouest, et traverse, en tant que Lincoln Boulevard, les quartiers angelins de Westchester, Playa Vista, Marina Del Rey, et Venice. Sur le territoire de Santa Monica, elle rejoint le segment final de la Santa Monica Freeway ; après le tunnel McClure, la Route 1 suit le bord de mer sous le nom local de Palisades Beach Road (autrefois Roosevelt Highway). À la sortie de la ville elle redevient PCH, borde Pacific Palisades, la Villa Getty, et gagne Malibu, dont elle est sur 34 km l'axe majeur, desservant la Pepperdine University et Zuma Beach.

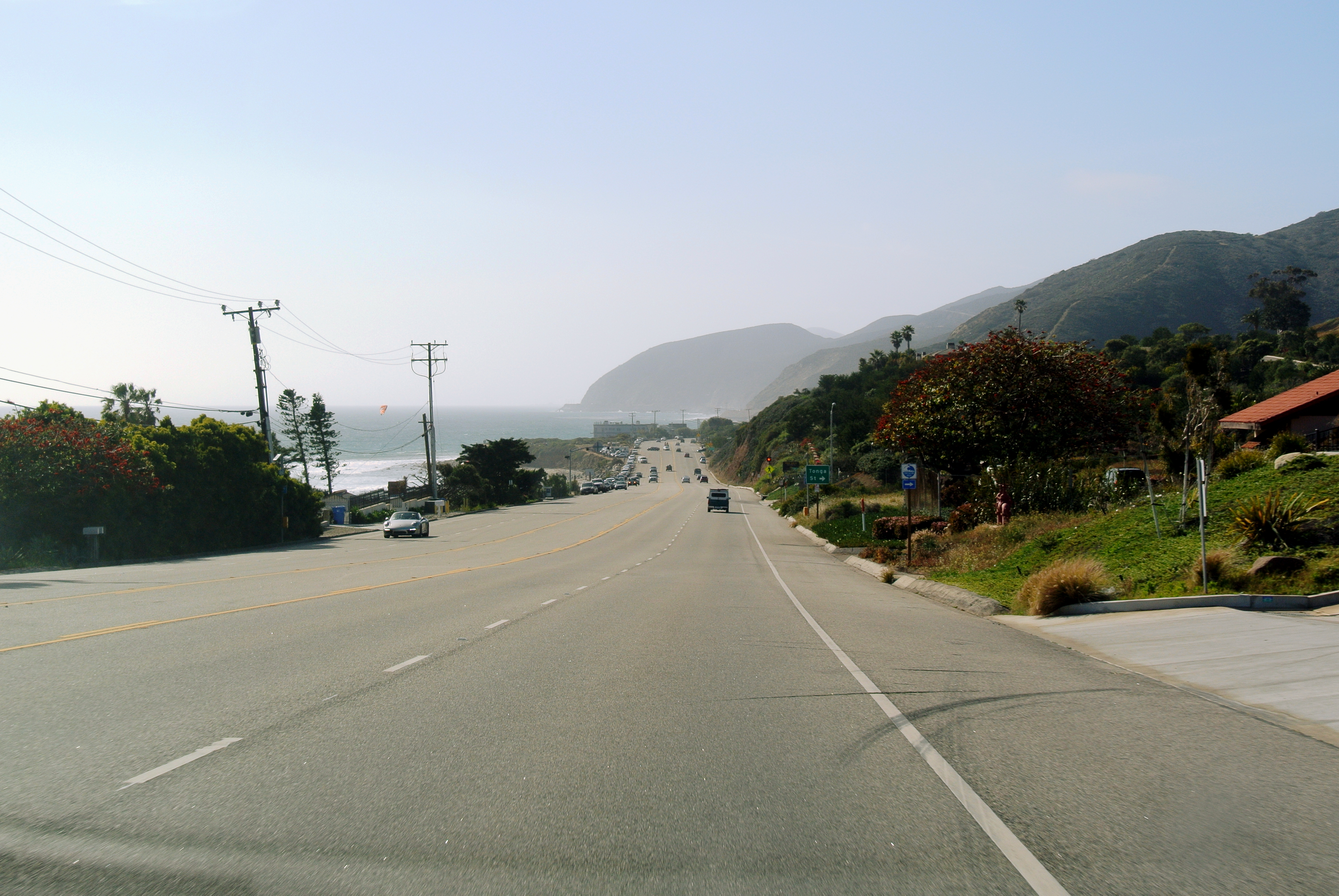
Dans le comté de Ventura.

Dans le comté de Ventura la Route 1 suit la côte le long du Point Mugu State Park jusqu'à la frontière occidentale du parc, après quoi, à l'approche de la plaine d'Oxnard, elle regagne l'intérieur des terres, suivant la bordure nord-est de la base aérienne de Point Mugu, avant de devenir l'Oxnard Boulevard une fois entrée à Oxnard. Au croisement avec la Wooley Road près du centre, elle se dirige vers le Nord jusqu'au croisement avec l'U.S 101. Elle s'en sépare une fois Ventura passée, suivant la côte depuis l'Emma Wood State Beach jusqu'au croisement de Mobil Pier, où elle rejoint l'U.S 101 à environ 4,8 km au Sud de la frontière du comté de Santa Barbara près de La Conchita. Sur 87 km, les deux routes ne font qu'une ; c'est au Nord du Tunnel Gaviota que la Route 1, sous le nom de Cabrillo Highway, se sépare de la 101, et dessert les villes côtières de Lompoc, Guadalupe, et Grover Beach, avant de se fondre avec la 101 pour la troisième fois à Pismo Beach.

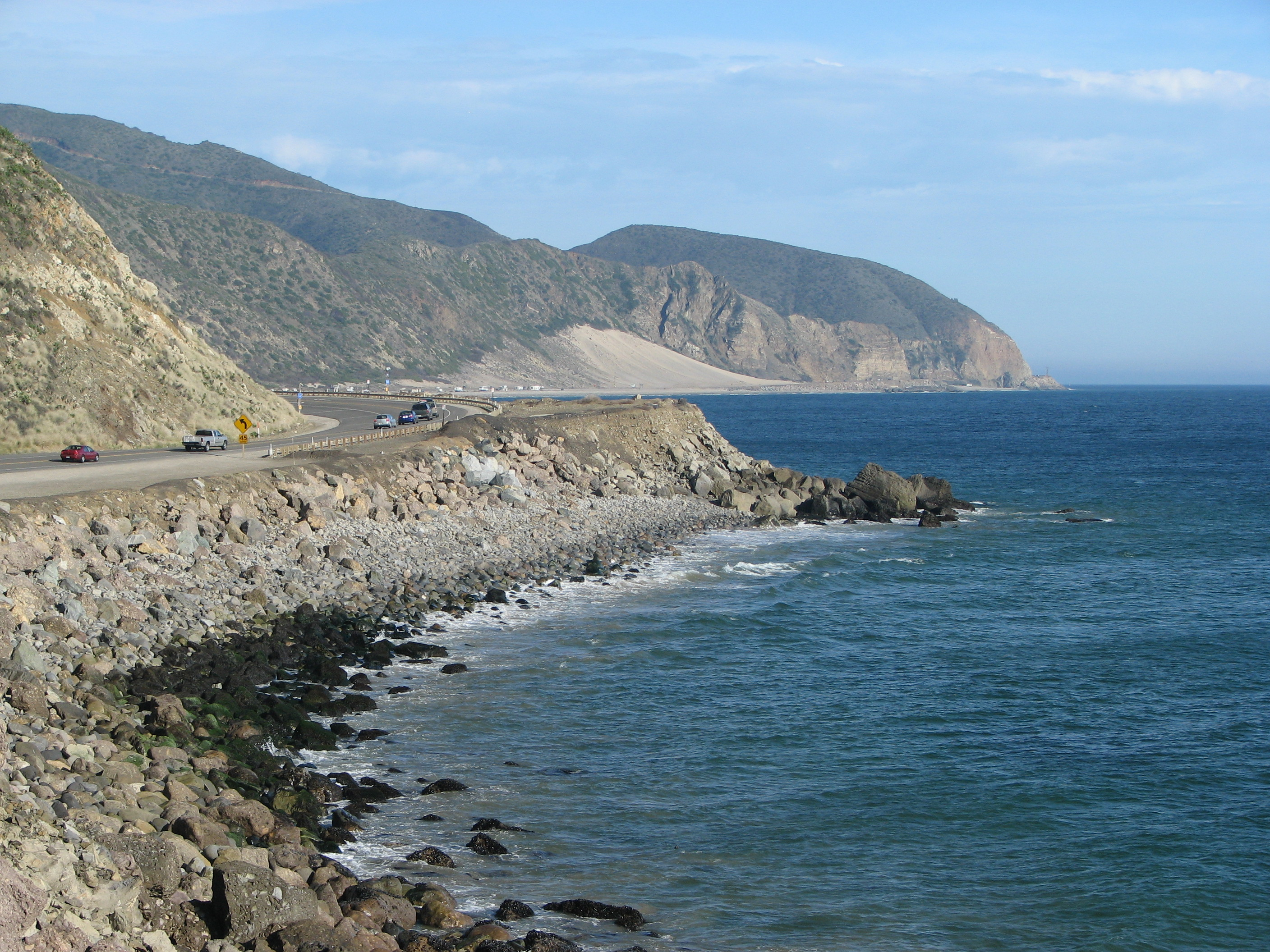
Pacific Coast Highway près de Point Mugu.

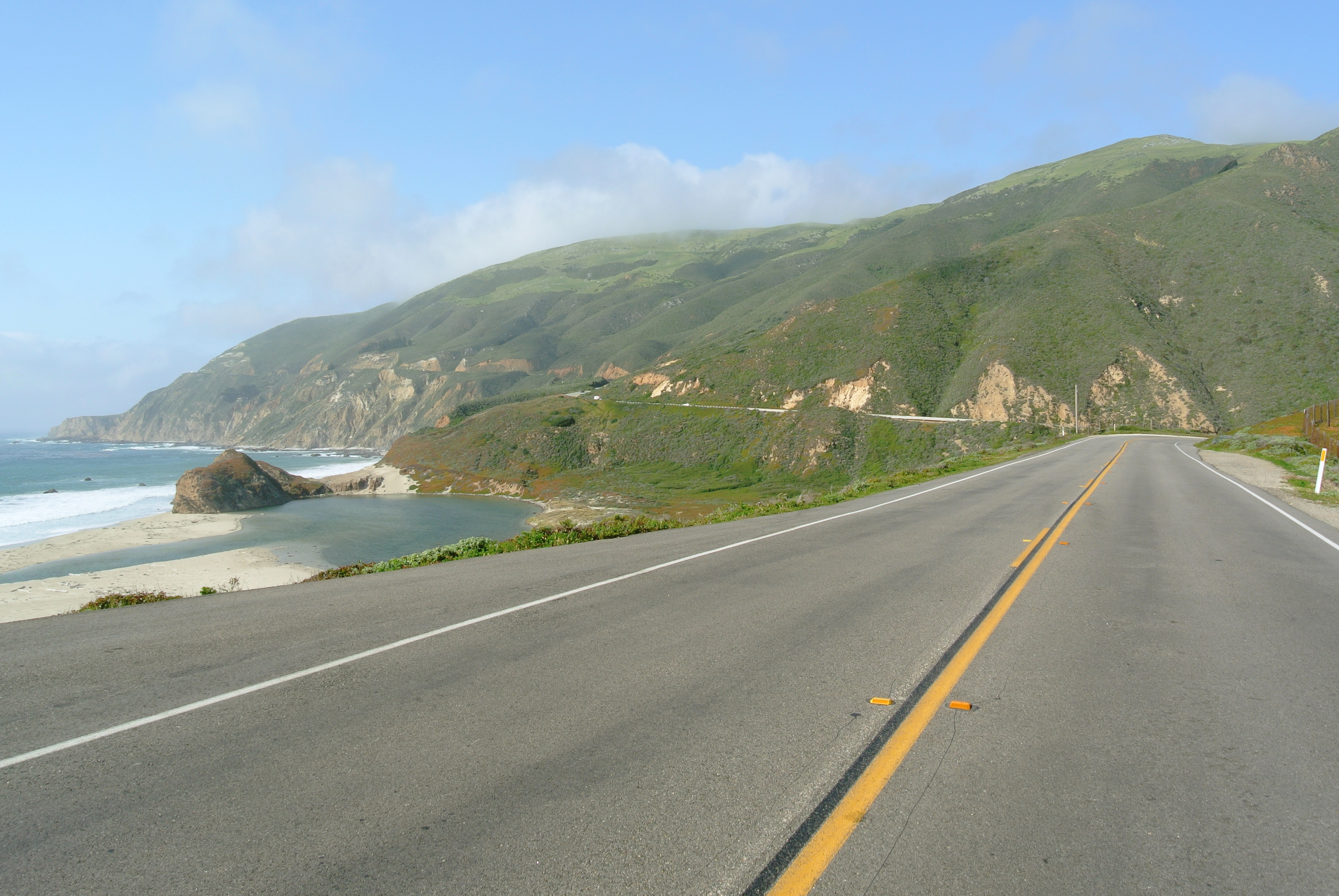
Près de Big Sur.

La PCH traverse également Monterey.